# Anthony Abrams
Anthony Joseph Abrams (Georgetown, 3 de octubre de 1979) es un futbolista de Guyana que juega como delantero. Su equipo actual es el Alpha United FC de la GFF Superliga de Guyana. Es considerado como uno de los mejores jugadores en la historia de Guyana.

## Trayectoria
Debutó con 22 años para el Fruta Conquerors. En el 2003 cambió de equipo, jugando ahora para el Bakewell Topp XX. Estuvo en dicho equipo hasta finales del 2005. En el 2006, se le presentó la oportunidad de jugar en el extranjero, precisamente para el Joe Public de la TT Pro League de Trinidad y Tobago. Sin embargo, por falta de oportunidades regresó al poco tiempo a Guyana para jugar por el Alpha United FC. A inicios del 2007, el trinitario Caledonia AIA se hizo de sus servicios, pero al sucederle lo mismo que el año pasado (pocas veces tomado en cuenta), se regresó a su país para seguir jugando por el Alpha United, club en donde sigue jugando hasta la actualidad.

## Selección nacional
Jugó su primer partido con la selección el 15 de febrero de 2004 en un amistoso contra Barbados. Su primer gol aconteció el 13 de febrero de 2005 ante el mismo rival, en un partido que terminó 3-3.
Ha jugado por su selección en la edición clasificatoria a la Copa Mundial del 2006, 2010 y 2014, además de otros partidos, como de la Copa del Caribe.
Ha anotado 15 goles en 61 partidos jugados.

## Clubes
| Club             | País              | Año         |
| ---------------- | ----------------- | ----------- |
| Fruta Conquerors | Guyana            | 2001 - 2002 |
| Bakewell Topp XX | Guyana            | 2003 - 2005 |
| Joe Public       | Trinidad y Tobago | 2006        |
| Alpha United FC  | Guyana            | 2006        |
| Caledonia AIA    | Trinidad y Tobago | 2007        |
| Alpha United FC  | Guyana            | 2007 -      |